# Ulrike Ottinger
Ulrike Ottinger (Costanza, 6 giugno 1942) è una regista e sceneggiatrice tedesca.

## Biografia
Dopo gli studi all'Accademia delle belle arti di Monaco di Baviera, tra il 1962 e il 1968 ha lavorato a Parigi come fotografa e pittrice. Ha scritto la prima sceneggiatura nel 1966, e nel 1973 ha fatto il suo esordio registico con il film  Laokoon & Söhne. Il film che l'ha imposta alla critica e al grande pubblico è stato Madame X - Eine absolute Herrscherin, una parodia in chiave femminista dei film sui pirati.
Tema principale del suo cinema è l'attenzione agli emarginati, agli outsiders e alle sottoculture alternative.

## Filmografia
- 1973: Laokoon & Söhne
- 1973: Berlin – Fieber (Documentario)
- 1975: Die Betörung der blauen Matrosen
- 1976: VOAEX
- 1978: Madame X – Eine absolute Herrscherin
- 1979: Bildnis einer Trinkerin
- 1981: Freak Orlando
- 1984: Dorian Gray im Spiegel der Boulevardpresse
- 1985: China – die Künste – der Alltag. Eine filmische Reisebeschreibung (Documentario)
- 1986: Superbia – Stolz
- 1987: Usinimage
- 1988: Johanna d’Arc of Mongolia
- 1990: Countdown (Documentario)
- 1992: Taiga (Documentario)
- 1997: Exil Shanghai (Documentario)
- 2002: Südostpassage (Documentario)
- 2002: Das Exemplar (Documentario)
- 2002: Ester (Documentario)
- 2004: Zwölf Stühle
- 2007: Prater (Documentario)
- 2008: Seoul Women Happiness (Documentario)
- 2008: Die koreanische Hochzeitstruhe (Documentario)
- 2009: Still Moving
- 2011: Unter Schnee (Documentario)
- 2016: Chamissos Schatten (Documentario)
- 2016: Aloha (Documentario)
- 2020: Paris Calligrammes (Documentario)
- 2025: The Blood Countes

## Onorificenze
- 2020 - Berlinale Kamera[3]